# 澳門天主教學校聯會

聯會徽號

澳門天主教學校聯會（英語：Macao Catholic Schools Association）是由高秉常主教所建立的。目的是為了「統一」且「合併」所有天主教學校的一個聯會組織。現任會長為粵華中學校長——周伯輝神父。

## 聯會會員
- 聖若瑟教區中學
- 九澳聖若瑟學校
- 化地瑪聖母女子學校
- 利瑪竇中學
- 庇道學校
- 陳瑞祺永援中學
- 慈幼中學
- 海星中學
- 粵華中學
- 聖玫瑰學校
- 澳門聖保祿學校
- 聖善學校
- 澳門聖德蘭學校
- 嘉諾撒培貞學校
- 嘉諾撒聖心女子中學
- 雷鳴道主教紀念學校
- 鮑思高粵華小學
- 明愛特殊學校

## 外部連結
澳門天主教學校聯會官方網站 （页面存档备份，存于） （中文）